# Pallacanestro in carrozzina 3x3 ai XXXII Giochi mondiali universitari estivi
Il torneo di pallacanestro in carrozzina 3x3 dei XXXII Giochi mondiali universitari estivi si è svolto dal 17 al 20 luglio 2025.

## Podi

### Uomini
| Evento                                              | Oro                                                                                                   | Argento                                                                              | Bronzo                                                                  |
| Pallacanestro in carrozzina 3x3 maschile (dettagli) | Spagna Alejandro García Ingelmo Pablo Lavandeira Poyato Ignacio Ortega Lafuente Adrián García Ingelmo | Gran Bretagna James Hazell Alexander Marshall-Wilson Shayne Humphries William Bishop | Stati Uniti Jack Pierre Joseph Rafter Ryan Fitzpatrick Martrell Stevens |

### Donne
| Evento                                               | Oro                                                               | Argento                                                                                 | Bronzo                                                                             |
| Pallacanestro in carrozzina 3x3 femminile (dettagli) | Germania Lilly Sellak Svenja Erni Catharina Weiss Lisa Bergenthal | Spagna Beatriz Zudaire Sara Revuelta Garcia Sindy Paola Ramos Martinez Naiara Rodríguez | Stati Uniti Anesia Glascoe Hannah Li Exline Marlee Wagstaff Elizabeth Grace Becker |

## Medagliere
| Posizione | Paese         |   |   |   | Totale |
| --------- | ------------- | - | - | - | ------ |
| 1         | Spagna        | 1 | 1 | 0 | 2      |
| 2         | Germania      | 1 | 0 | 0 | 1      |
| 3         | Gran Bretagna | 0 | 1 | 0 | 1      |
| 4         | Stati Uniti   | 0 | 0 | 2 | 2      |